# Polej obecná
Polej obecná (Mentha pulegium) (jinak zvaná máta polej) je rostlina z čeledi hluchavkovité (Lamiaceae). Její rozdrcené lístky vydávají silnou vůni, podobnou mátě klasnaté. Je to tradiční kulinářská bylina, využívaná také v lidovém léčitelství i jako abortivum. Esenciální olej z poleje obecné se používá v aromaterapii, obsahuje vysoké množství pulegonu, což je terpen s dráždivými účinky a negativním vlivem na játra a děložní funkce. Letální dávka LD50 (krysa) této látky je 470 mg/kg.[zdroj?]

## Užití
Polej běžně využívali starověcí Řekové a Římané jako přísadu na vaření. Řekové ji používali k ochucování vín. Touto bylinou začíná velké množství receptů v římské kuchařce zvané Apicius. Její užití při vaření přetrvávalo i ve středověku.
I když je polej vysoce jedovatá, lidé se na ni spoléhali (ať už v čerstvém nebo sušeném stavu) po staletí. První osadníci americké Virginii ji například používali k vymýcení škůdců. Byla to tak populární bylina, že o jejím účinku proti kousnutí chřestýšem uveřejnila Královská společnost článek v prvním čísle časopisu Philosophical Transactions z roku 1665.

## Charakteristika
Vytrvalá klonální bylina s růžovofialovými květy umístěnými v navzájem oddálených bohatých lichopřeslenech. Květenství jsou podepřena listeny podobnými lodyžním listům. Kvete v červnu a červenci. Rostlina vyhledává k životu světlá a vlhká stanoviště na bazických půdách, často i mírně zasolených. Lze ji nalézt na nížinných aluviálních loukách, v porostech slanomilných rákosin a ostřic i na vnitrozemských slaných loukách. V České republice patří mezi velice vzácné a ustupující druhy, podle zákona č. 114/92 Sb. je zde chráněna jako kriticky ohrožený druh.

## V populární kultuře
Skupina Nirvana zpívá o poleji v písni Pennyroyal Tea. Text naráží na používání této rostliny k vypuzení nežádoucího plodu, zároveň je ovšem v angličtině „Pennyroyal tea“ (čaj z poleje) souzvučné s výrazem „penny royalty“ (honorář ve výši jedné pence). 